# 笑福亭光鶴

五枚笹は、笑福亭一門の定紋である。

笑福亭 光鶴（しょうふくてい こかく）は、上方落語の名跡。5代目笑福亭松鶴の前名であったため、以降は笑福亭の出世名となる。5代目笑福亭枝鶴の廃業後は、空き名跡となっている。
- 初代笑福亭光鶴 - 後の笑福亭梅香。
- 2代目笑福亭光鶴 - 後の5代目笑福亭松鶴。
- 3代目笑福亭光鶴 - 本項にて記述。
- 4代目笑福亭光鶴 - 後の6代目笑福亭松鶴。
- 5代目笑福亭光鶴 - 後の5代目笑福亭枝鶴。

3代目 笑福亭光鶴（? - 1936年1月17日）は、本名: 池田熊吉。享年不詳。
1915年、1916年ころに初め新桂派の桂三路（後の2代目三遊亭圓若）の門下で三笑と名乗る。反対派、三友派等に移った後、1921年に4代目笑福亭松鶴の門下に移り、3代目光鶴を襲名。三友派では若手連「民衆落語研究会」に参加。吉本と互壊してからは兄弟子の5代目松鶴らと共に1926年に「花月ピクニック」なる噺家グループを組織し、若手として活躍。晩年は漫才が主流になり不遇の時代が続いた。大正時代にはSPレコードも吹き込んでいる。得意ネタは「せむし茶屋」「くっしゃみ講釈」が得意だった。